# Robert d’Évreux
Robert (zm. 16 marca 1037) – hrabia d’Évreux, arcybiskup Rouen (jako Robert II), młodszy syn księcia Normandii Ryszarda I Nieustraszonego i jego żony Gunnory. Był młodszym bratem księcia Ryszarda II.
W 990 r. został arcybiskupem Rouen. Brał aktywny udział w życiu politycznym księstwa Normandii. Był rzecznikiem reformy Kościoła. Po wstąpieniu na tron swojego bratanka Roberta I toczył z nim wojnę, która zakończyła się wygnaniem arcybiskupa, który nałożył interdykt na Normandię. Wkrótce jednak arcybiskup porozumiał się z bratankiem i wrócił od księstwa. Po śmierci księcia w 1035 r. został jednym z regentów w imieniu nowego księcia Wilhelma II. Zmarł w 1037 r.
Żoną Roberta była Harleva z Rouen. Robert miał z nią następujące potomstwo:
- Ryszard (zm. 1067), hrabia Évreux
- Raoul de Gacé (zm. 1051), jeden z wychowawców Wilhelma Zdobywcy
- nieznana z imienia córka, żona Gerarda de Fleitel
- Wilhelm, istnienie niepewne